# Saint Francois Township (comté de Madison, Missouri)
Saint Francois Township est un ancien township, situé dans le comté de Madison, dans le Missouri, aux États-Unis,.
Le township est fondé en 1845 et baptisé en référence à la rivière Saint Francis Twelvemile Creek (en).

### Source de la traduction
- (en) Cet article est partiellement ou en totalité issu de l’article de Wikipédia en anglais intitulé « Saint Francois Township, Madison County, Missouri » (voir la liste des auteurs).